# شعرانی، قنا
شعرانی، روستایی از توابع شهرستان قوص در استان قنا و کشور مصر است.

## جمعیت
براساس سرشماری سال ۲۰۰۶ مصر، جمعیت آن ۹۱۹۵ نفر( ۴۵۷۹ مرد و ۴۶۱۶ زن ) بوده‌است.